# Битлис
Битли́с (тур. Bitlis) — город и район в иле Битлис на востоке Турции.

## География
Битлис расположен в 20 км к юго-западу от озера Ван, к югу от перевала Зорапаак (арм. Զորապահակ), . Город простирается на долине, в месте слияния горных рек Авеху (Амегаджур, арм. Համեղաջուր), Хосров (Амидол) и др., образующих реку Битлис — одного из притоков Тигра, образуя огромный амфитеатр. Дома на склонах располагаются в виде зиккуратов.
Город находится на высоте 1600 м над уровнем моря. Климат континентальный: жаркое лето и очень холодная зима (до 5 месяцев). В городе и его окрестностях растут декоративные ивы и тополя, из фруктовых деревьев и других культур: груши, яблони, сливы, абрикоса, гранаты, черешни, фиговые деревья, виноград и др.
|            | Юсебаш    | Экинли   | Башхан |  |
| Татлыкянак | север     | Табанезу |        |  |
| Татлыкянак | Битлис    | Табанезу |        |  |
| Татлыкянак | юг        | Табанезу |        |  |
| Йолязы     | Киречташи | Каябаши  |        |  |

### Демография
Динамика численности населения по годам:
| 2009   | 2013   | 2019   |
| ------ | ------ | ------ |
| 46 062 | 47 008 | 52 015 |

## История
Основание Битлиса легендой приписывается Александру Македонскому (IV век до н.э.): якобы город был построен по его поручению генералом Лисом, чьим именем и был назван «Злой Лис» или «Петлис». Раньше именем Александра называли один из источников, бьющих в центральной части города.
В древности Битлис — древний армянский город, известный как Багеш (арм. Բաղեշ), Багагеш (арм. Բաղաղեշ) и под другими именами. В армянской литературе город упоминается Себеосом (VII век). Некоторые историки считают, что Битлис был главным городом гавара Салмадзор Агдзника, а другие причисляют к гавару Бзнуник Туруберана. 
Район Битлис соответствует части провинций Алдзник и Туруберан Великой Армении.
Местоположение города располагаось на торговых путях, что способствовало росту города. С древних времен по долине реки Битлис проходила одна из крупнейших дорог, связывающая Трабзон, а также крупные города центральной Армении — Арташат, Двин, Ани, Карс, Карин (Эрзрум), — с Месопотамией. При Арташесидах здесь проходила знаменитая дорога Аркуни, соединявшая Арташат и Тигранакерт.
Битлис несколько раз завоевывался: в VII веке им владели арабские завоеватели, в X веке короткое время — византийцы. В конце того же века власть в городе перешла к курдским племенам, образовавшим здесь эмират. Курды сохраняли в той или иной степени власть вплоть до середины XIX века, за исключением нескольких десятилетий завоевания сельджуками (XII век) и Кара-Коюнлу (XV век).
В течение долго времени эмиры Битлиса пытались лавировать между османами, персами,  монголами, пытаясь или отстоять независимость, или получить выгодные условия. При султане Мураде IV  Битлис окончательно был покорён османами. В XVI в. Битлис как феодальное владение был передан курдской семье, потомкам эмиров Битлиса, при этом они в определённых пределах пользовались автономией.
В XVII—XVIII вв. значительно пострадал в результате постоянных столкновений между курдскими племенами. Автономия была ликвидирована турецким правительством в 1849 году после разграбления Битлиса турецкими войсками: на бывшей территории ханства был основан Битлисский вилайет. В конце XIX — начале XX веков площадь вилайета составляла более 27 тыс. кв. км.
Большинство населения города [Бидлиса] составляют армяне. 
Шараф-хан ибн Шамсаддин Бидлиси, XVI век
В 1878—1879 годах население вилайета составляло около 400 тысяч человек, из которых 250 000 были армянами. В конце века населения было 382 000, из которых 180 тысяч армян. Однако в городе Битлисе тогда уже превалировало мусульманское население (в основном — курды). По данным Константинопольского армянского патриаршества, в 1880 году в городе Битлисе проживало 10724 человека армянской национальности. Согласно официальным турецким данным, в начале XX века армянское население составляло здесь 14—15 тыс. (из 40 тыс.). 
В 1894—1896 годах в окрестностях Битлиса были учинены погромы и грабежи армянского населения. Тем не менее, вплоть до 1915 армяне оставались в вилайете самой многочисленной этнической группой. Во время геноцида армянское население города частью было истреблено, частью эмигрировало в Восточной Армению.